# Oyû-sama
Oyû-sama (prt: A Senhora Oyu; bra: Senhorita Oyu) é um filme japonês de 1951, do gênero drama, dirigido por Kenji Mizoguchi, com roteiro de Yoshikata Yoda baseado no romance Ashikari (蘆刈), de Jun'ichirō Tanizaki.

## Elenco
- Kinuyo Tanaka como Oyū Kayukawa
- Nobuko Otowa como Shizu
- Yuji Hori como Shinnosuke Seribashi
- Kiyoko Hirai como Osumi
- Reiko Kongo como Otsugi Kayukawa
- Eijirō Yanagi como Eitaro
- Eitarō Shindō como Kusaemon
- Kanae Kobayashi como Nanny
- Fumihiko Yokoyama
- Jun Fujikawa
- Soji Shibata
- Inosuke Kuhara como garoto
- Ayuko Fujishiro
- Shozo Nanbu como doutor
- Midori Komatsu
- Sachiko Aima
- Sumao Ishihara